# Jung Eun-hwa
Jung Eun-hwa (koreanisch 정은화; * 8. August 1972, auch Chung Eun-hwa) ist eine südkoreanische Badmintonspielerin. 

## Karriere
Jung Eun-hwa gewann bei den Canadian Open 1989 die Damendoppelkonkurrenz gemeinsam mit Shon Hye-joo. 1993 gewann sie bei den nationalen Meisterschaften jeweils Bronze im Dameneinzel und im Damendoppel mit Kim Ji-hyun. 1993 nahm sie auch an den Badminton-Weltmeisterschaften teil.

## Referenzen
- Jung Eun-hwa beim Badminton-Weltverband

| Personendaten    | Personendaten                     |
| ---------------- | --------------------------------- |
| NAME             | Jung, Eun-hwa                     |
| ALTERNATIVNAMEN  | 정은화; Chung, Eun-hwa            |
| KURZBESCHREIBUNG | südkoreanische Badmintonspielerin |
| GEBURTSDATUM     | 8. August 1972                    |